# Logogramas Kaidā

Ejemplos de logogramas Kaidā
(de Sasamori, 1893)

La escritura Kaidā (endónimo ryukyuano yonaguni: Kaidā dī / カイダーディー; transcrito al japonés: Kaidā ji / カイダー字) es un sistema de escritura de procedencia desconocida, una vez utilizado en las islas Yaeyama y en Yonaguni, la isla más al suroeste de las islas Ryukyu en Japón. 
Fueron utilizados principalmente junto con la numeración Suzhou para los registros económicos: impuestos, transacciones comerciales, los rendimientos de los cultivos y la pesca, y similares. Durante la era Meiji fueron usados para las publicaciones en las escuelas primarias; estos eran evidentemente lo bastante precisos como para hacer correcciones a los anuncios oficiales. Aunque algunos registros de impuestos Kaidā en madera son preservados en el Museo Nacional de Etnología, la gran mayoría se perdió o descartó a lo largo de los años, sobre todo aquellos que están escritos en materiales como hojas. Actualmente se utilizan en Yonaguni y Taketomi para arte folclórico, camisetas y otros productos, más por su valor artístico que como un sistema de escritura o registro. Las distinciones que eran opcionales en el idioma yonaguni se reflejaron en la escritura de kaidā, ya que hay glifos separados para distinciones comercialmente importante como yegua (mīnma) y semental (biginma).

## Historia
El primer autor no yaeyamano en hacer comentarios sobre la escritura kaidā fue Gisuke Sasamori (笹森 儀助?), que dejó copias de varios textos breves kaidā en su Nantō Tanken (南島探検?  Exploración de las Islas del Sur), un registro de su visita en 1893 a Okinawa, en la que también menciona el trabajo forzado impuesto a los isleños por el régimen. Al mismo tiempo, el japonólogo británico Basil Chamberlain visitó Shuri en la isla de Okinawa y, si bien no pudo alcanzar las islas Yaeyama, copió algunos caracteres kaidā y los reprodujo en Luchu Islands and Their Inhabitants, publicado en la Anthropological Journal of Great Britain and Northern Ireland.
En 1915 el profesor de matemática Kiichi Yamuro (矢袋喜一?) incluyó más ejemplos de escritura kaidā, cuerdas barazan de conteo por nudos, y palabras  de números locales (junto con una reproducción de los archivos de Sasamori) en su libro Las matemáticas de la antigua Ryukyu (琉球古来の数学 Ryūkyū korai no sūgaku?). En ese momento la escritura kaidā aún seguía en uso diario, pero el —en ese momento— antropólogo Tadao Kawamura (河村 只雄?) hizo su estudio antropológico de las islas en 1940, la imposición del idioma japonés se aceleró y la escritura kaidā estaba en declive.
En 1903, con la abolición del impuesto per cápita, el principal ímpetu para la escritura kaidā había sido eliminado, pero sobrevivió en la forma de un mantenimiento de registros personales, e incluso en el envío de paquetes (Kawamura 1941). En la década de 1930 la imposición del idioma japonés se hizo más estricta, con las infames tarjetas de dialecto que llevaban colgadas alrededor de los cuellos de los niños que insistían en usar el idioma local, y la escritura kaidā comenzó a desaparecer. Hoy en día sólo unos pocos ancianos residentes de las islas Yaeyama pueden recordar el uso activo de la escritura kaida, y los registros están siendo llevados desde entonces cambiaron al sistema japonés.